# Racibórz
Racibórz je grad na jugozapadu Poljske. Ima oko 56.727 stanovnika (2008.). Od 1999. godine smješten je u Šleskom vojvodstvu, a do tada je bio u vojvodstvu Katowice (1975. – 1998.).

## Sport
- Victoria Racibórz
- KP Unia Racibórz
- RTP Unia Racibórz
- KS Rafako Racibórz

## Stanovništvo
|  |

## Vanjske poveznice
- Službena stranica